# Skanssjön
Skanssjön eller Skantzsjön är en sjö i Hallstahammars kommun i Västmanland och ingår i Norrströms huvudavrinningsområde. Sjön är 2,9 meter djup, har en yta på 0,0898 kvadratkilometer och befinner sig 36,8 meter över havet. Sjön avvattnas av vattendraget Kolbäcksån.
Sjön är konstgjord och fungerar som ett vattenmagasin för Strömsholms kanal och dess slussar. 

## Delavrinningsområde
Skanssjön ingår i det delavrinningsområde (661119-152277) som SMHI kallar för Nedlagd mätstation. Medelhöjden är 54 meter över havet och ytan är 8,13 kvadratkilometer. Räknas de 142 avrinningsområdena uppströms in blir den ackumulerade arean 2 996,3 kvadratkilometer. Kolbäcksån som avvattnar avrinningsområdet har biflödesordning 3, vilket innebär att vattnet flödar genom totalt 3 vattendrag innan det når havet efter 148 kilometer. Avrinningsområdet består mestadels av skog (55 procent). Bebyggelsen i området täcker en yta av 2,75 kvadratkilometer eller 34 procent av avrinningsområdet.